# UFC Fight Night: Overeem vs. Harris
UFC Fight Night: Overeem vs. Harris (även UFC on ESPN 8) var en MMA-gala anordnad av UFC som ägde rum 16 maj 2020 i Jacksonville, FL, USA.

## Bakgrund
En tungviktsmatch mellan Alistair Overeem och Walt Harris stod som huvudmatch.

## Ändringar
En match i fjädervikt mellan Giga Chikadze och Mike Davis var planerad, men Davis drog sig ur matchen 14 maj 2020 på grund av, enligt egen utsaga, "icke-coronarelaterade orsaker". Han ersattes av Titan FC:s bantamviktsmästare Irwin Rivera som tog matchen på mindre än två dygns varsel.  Tack vare den extremt korta inställelsetiden för Rivera gällde även speciella invägningsregler för honom. Han hölls i karantän till dess han hade coronatestats och kunde därför inte väga in vid den officiella invägningen.

### Invägning
Vid invägningen strömmad via Youtube vägde utövarna följande:
1. ↑  Speciella regler på grund av Covid-19 gällde för Rivera. Han vägde in avskilt och senare.'"`UNIQ--ref-00000007-QINU`"''"`UNIQ--ref-00000008-QINU`"'
2. ↑  Ersättare invägd om behovet skulle uppstå.'"`UNIQ--ref-0000000A-QINU`"'
3. ↑  Ersättare invägd om behovet skulle uppstå.'"`UNIQ--ref-0000000C-QINU`"'

## Bonusar
Följande MMA-utövare fick bonusar om 50 000 USD vardera:
- Fight of the Night: Song Yadong vs. Marlon Vera
- Performance of the Night: Cortney Casey och Miguel Baeza